# 交際クラブ
交際クラブ（こうさいクラブ）は、男性と女性のデート（食事やお茶など）をセッティングし、その対価としてセッティング料を受け取る形態の業態。デートクラブとも呼ばれる。
東京都においては、港区六本木や中央区銀座などに人気の交際クラブが多数集中している。

## 日本の法律
法律による規制や定義はない。ただし各都道府県により条例があり、東京都であれば「東京都デートクラブ営業等の規制に関する条例」によりその活動に規定が定められており、東京都で事務所を設けて交際クラブを営業する場合、東京都公安委員会に届け出なければならない。